# Asambleas presidenciales del Partido Demócrata de 2008 en Alaska
Los caucus presidenciales demócratas de Alaska de 2008 se llevaron a cabo el Súper Martes, el 5 de febrero de 2008. Esta fue la primera vez que los demócratas en Alaska participaron en el Súper Martes, y la gran participación obligó al menos a un sitio de caucus a retrasar el cierre de sus puertas mucho más allá del plazo de las 6 p. m. El estado tenía un total de 13 delegados en juego. Barack Obama ganó los Caucus Demócratas de Alaska y aseguró 9 delegados a la Convención Nacional Demócrata, mientras que Hillary Clinton logró 4 delegados. Sin embargo, el caucus no fue vinculante y la Convención Estatal Demócrata de Alaska otorgó en mayo a Obama 10 delegados comprometidos.

## Resultados
| Candidato       | Votos | Delegados Estatales | Porcentaje | Delegados |
| --------------- | ----- | ------------------- | ---------- | --------- |
| Barack Obama    | 6471  | 302                 | 74.4%      | 9         |
| Hillary Clinton | 2138  | 103                 | 25.4%      | 4         |
| John Edwards    | 0     | 0                   | 0%         | 0         |
| Indecisos       | 12    | 1                   | 0.2%       | 0         |
| Total           | 8621  | 406                 | 100%       | 13        |

## Análisis
Barack Obama obtuvo una gran victoria en el Caucus Demócrata, ganando por más de un margen de tres a uno sobre Hillary Clinton.